# Königszapfen

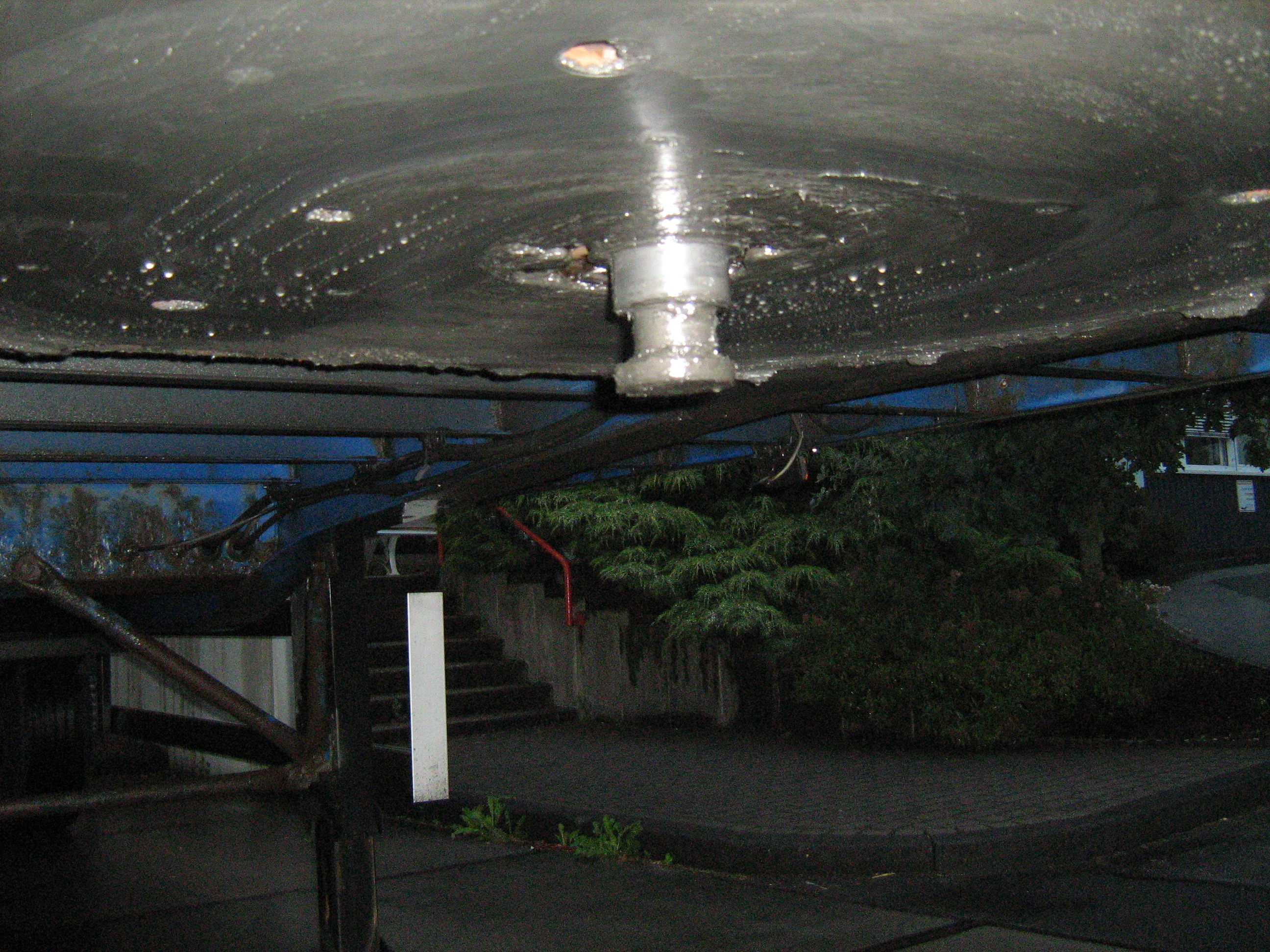
Königszapfen unter einem Sattelauflieger

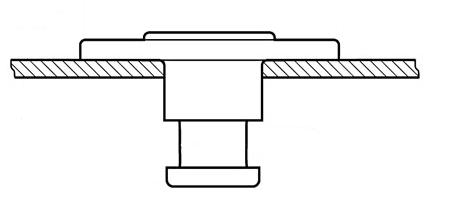
Zeichnung

Der Königszapfen, auch Königsbolzen, stellt eine in mehrere Raumrichtungen bewegliche Verbindung zweier Bauteile her.

## Schienenfahrzeuge
Bei Schienenfahrzeugen ist der Königszapfen, meist als Drehzapfen bezeichnet, ein mögliches Element der Wagenkastenabstützung und -anlenkung zwischen Wagenkasten und Drehgestell. Er ist am Rahmen des Schienenfahrzeugs befestigt und überträgt in der Regel nur horizontale Kräfte. Die Abstützung der vertikalen Kräfte erfolgt teilweise oder vollständig über andere Systemelemente.

## Straßenfahrzeuge
Beim Sattelzug wird der Sattelauflieger beim Aufsatteln durch den Königszapfen mit der Zugmaschine (Lkw) verbunden. Er wird auch als Zugsattelzapfen bezeichnet. Während der Fahrt werden seitliche Neigungen des Aufliegers und auch die Bewegungen in Fahrtrichtung relativ zur Zugmaschine über die Sattelkupplung ausgeglichen. International sind die Abmessungen von zwei Baugrößen standardisiert: 
- 2 Zoll Durchmesser bzw. Zugsattelzapfen 50[4][5][6]
- 3,5 Zoll Durchmesser bzw. Zugsattelzapfen 90[7][8]

Bei der Knicklenkung ist der Königszapfen die Verbindung zwischen dem vorderen und dem hinteren Fahrzeugteil.

## Weitere Beispiele
- Bei Drehbrücken wird das Lager der Drehachse als Königs- oder Drehzapfen bezeichnet.[9]
- Beim Magnetkompass hat der Königszapfen geringe Neigungskräfte der Nadel auszugleichen. Der ganze Kompass wird z. B. auf Schiffen mit einer kardanischen Aufhängung gelagert.
- Bei Windkraftanlagen ist der Königszapfen die senkrechte Achse mit einer Kugel darauf. Um diese Kugel dreht sich das Turmhaus – und zwar nicht in jedem Falle streng horizontal. Die Kugel, als Abschluss der Achse, ermöglicht mehrere Neigungen des Turmhauses.